# Kolužunj
Kolužunj este un sat din comuna Kotor, Muntenegru. Conform datelor de la recensământul din 2003, localitatea are 7 locuitori (la recensământul din 1991 erau 1 locuitor).

## Demografie
În satul Kolužunj locuiesc 5 persoane adulte, iar vârsta medie a populației este de 40,2 de ani (47,5 la bărbați și 36,5 la femei). În localitate sunt 3 gospodării, iar numărul mediu de membri în gospodărie este de 2,33.
|  |

| Demografie | Demografie | Demografie |
| An         | Locuitori  | Locuitori  |
| ---------- | ---------- | ---------- |
|            |            |            |
|            |            |            |
|            |            |            |
|            |            |            |
| 1948       | 50         |            |
| 1953       | 47         |            |
| 1961       | 51         |            |
| 1971       | 37         |            |
| 1981       | 10         |            |
| 1991       | 1          | 1          |
| 2003       | 7          | 7          |

| \| Componența etnică conform recensământului din 2003[2] \| Componența etnică conform recensământului din 2003[2] \| Componența etnică conform recensământului din 2003[2] \| Componența etnică conform recensământului din 2003[2] \| Componența etnică conform recensământului din 2003[2] \| \| ----------------------------------------------------- \| ----------------------------------------------------- \| ----------------------------------------------------- \| ----------------------------------------------------- \| ----------------------------------------------------- \| \| \| \| \| \| \| \| Muntenegreni \| Muntenegreni \| \| 5 \| 71,42% \| \| necunoscută \| necunoscută \| \| 0 \| 0% \| |              |  |   |        |
| Componența etnică conform recensământului din 2003 |              |  |   |        |
| |              |  |   |        |
| Muntenegreni | Muntenegreni |  | 5 | 71,42% |
| necunoscută | necunoscută  |  | 0 | 0%     |